# Juan Ponce
Juan Ignacio Ponce Guardiola (Valencia, 5 de octubre de 1965) es un político ecologista español, diputado en las Cortes Valencianas y concejal en el Ayuntamiento de Villamarchante desde 2011.

## Desarrollo
Juan Ponce es biólogo y trabajó como consultor ambiental desde principios de los años 90 hasta 2011. Como profesional ha sido: coordinador medioambiental del Ayuntamiento de Villamarchante (1997-2008), director conservador del Paraje Natural Municipal de Les Rodanes de Villamarchante (2002-2008), profesor de diversos cursos formativos y de Ecología en la Universidad Politécnica de Valencia (2010-11). Es tesorero del Colegio Oficial de Biólogos de la Comunidad Valenciana desde 2000. Como ecologista ha sido miembro de la Junta Rectora del Parque natural del Túria (2007-2011) y ha coordinado dos proyectos de voluntariado para el estudio y fomento de la fauna en el parque natural del Túria (tortugas y mamíferos).

## Trayectoria política
Con una larga trayectoria dentro del movimiento ecologista valenciano, ha sido miembro de Els Verds - Esquerra Ecologista del País Valencià, uno de los tres partidos fundadores de la Coalició Compromís, refundado en 2014 como Verds-EQUO País Valencià. En las elecciones municipales de 2011 fue elegido concejal de Compromís en Villamarchante. También fue el candidato propuesto por su partido para las autonómicas del mismo año dentro de la lista de Compromís por Valencia. Ponce resultó elegido diputado y fue elegido uno de los portavoces adjuntos del grupo parlamentario de Compromís en las Cortes Valencianas. Durante toda la legislatura ha sido el portavoz de Infraestructuras y de Medio Ambiente de su Grupo Parlamentario. A mitad de legislatura era el diputado autonómico novel con mayor número de intervenciones en Las Cortes.
En mayo de 2012 fue uno de los dos representantes de su partido, junto con el portavoz Carles Arnal, en la ejecutiva de Compromís, que se dotaba así de órganos de dirección propios. Fue coportavoz de esta Ejecutiva de 2012 a 2014
Ponce participó también en las movilizaciones del movimiento 15-M. El 9 de junio de 2011, sufrió lesiones en el brazo cuando las fuerzas del orden cargaron contra manifestantes del movimiento 15-M, que protestaban ante las Cortes Valencianas en la jornada en la que se producía su constitución. Ponce se encontraba en el lugar dialogando con los manifestantes.